# 直柄銛囊蘑
直柄銛囊蘑（學名：Melanoleuca stridule(Fr.) Sing.），分布於北半球地區，屬口蘑科，色通常為淡褐色至淡黃褐色。另外，該種野菇也是上述地區常見土棲腐生的中大型菇類之一種，生長於該地區春夏季的低海拔林區，數天生，肉質堅軟，雖可食用但味道野腥強烈。